# Maryland Terrapins (basquetebol feminino)
Maryland Terrapins, ou as "Tartarugas de água doce de Maryland" é o time de basquete da Universidade de Maryland, College Park, Maryland. Militam na Big Ten Conference da Divisão I da NCAA..

## Títulos Nacionais
- Campeonato de Basquetebol da NCAA: 1 título (2006)

## Títulos de Conferência
- Atlantic Coast Conference: 4 títulos (1979, 1982, 1988 e 1989)
- Big Ten Conference: 3 títulos (2009, 2015 e 2016)